# Acid hydroiodic
Acid hydroiodic (hoặc acid hydriodic) là một acid tạo thành khi hydro iodide hòa tan trong nước. Hợp chất này có công thức hóa học là HI. Nó là một acid mạnh và bị điện li hoàn toàn trong dung dịch nước. Dung dịch HI là một dung dịch không màu. Dung dịch đậm đặc của acid hydriodic thường chứa 48% - 57% HI.

## Tính chất
Acid hydroiodic bị oxy hoá dần bởi oxy trong không khí, sinh ra iod:
{\displaystyle {\mathsf {4HI+O_{2}\ \xrightarrow {\ } 2H_{2}O+2I_{2}}}}

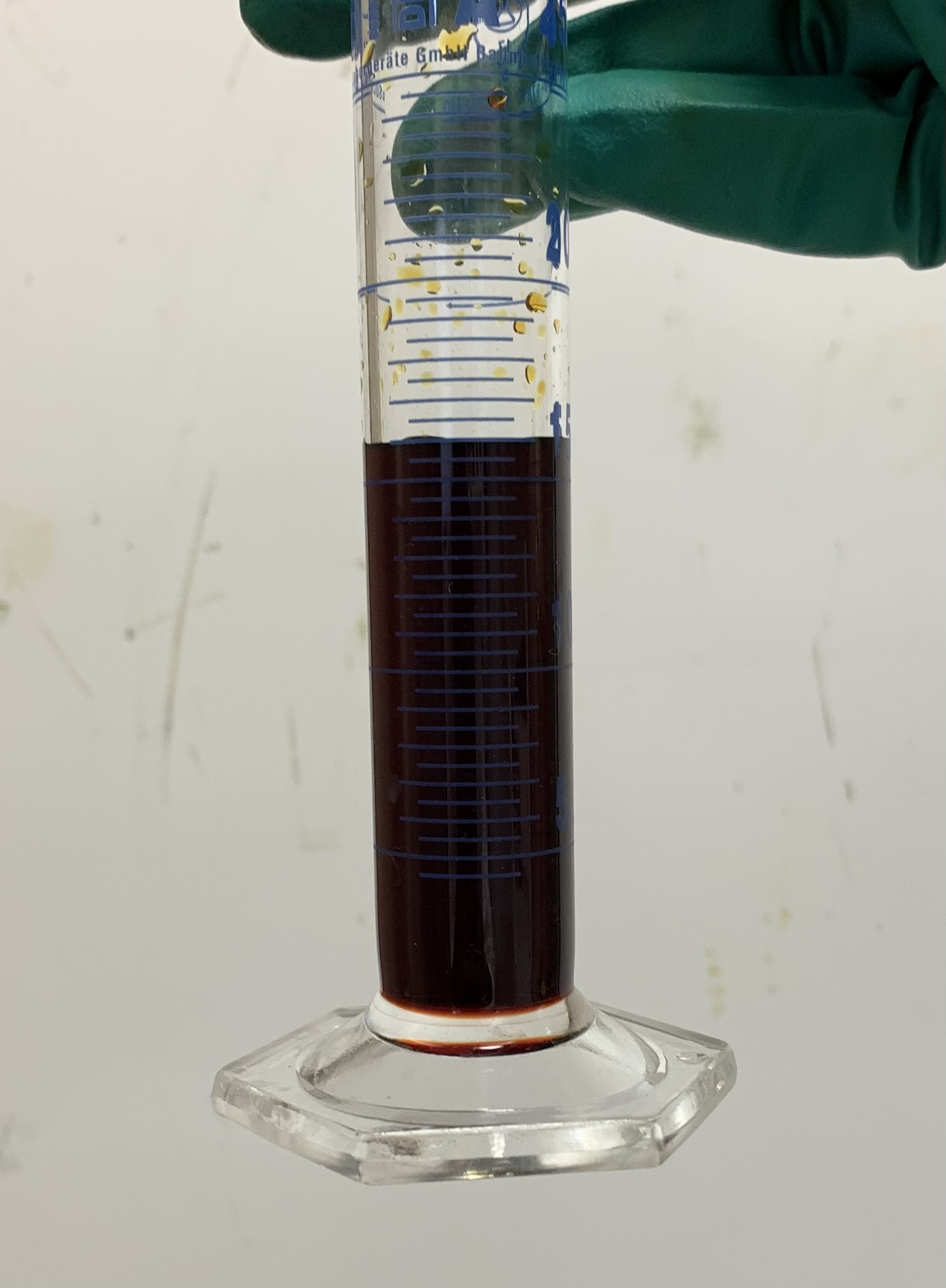
Dung dịch acid hydroiodic đã bị oxy hóa

Giống như các acid hydrohalogenic khác, acid hydroiodic tham gia phản ứng cộng với anken để tạo ra ankyl iodide. Nó cũng có thể được sử dụng như một chất khử, ví dụ trong quá trình khử các hợp chất nitro thơm thành anilin.

### Tính acid mạnh
Acid hydroiodic là dung dịch hoà tan của khí hydro iodide trong nước. Dung dịch HI bão hòa thường có nồng độ 48% - 57%. HI có tính acid mạnh, do sự phân tán của điện tích ion trên các anion. Ion iod lớn hơn nhiều so với các ion của halogen phổ biến khác. Vì vậy, điện tích âm được phân tán trên một không gian lớn. Ngược lại, ion chlor nhỏ hơn nhiều, có nghĩa là điện tích âm của nó tập trung lại nhiều hơn, dẫn đến một sự tương tác mạnh mẽ hơn giữa proton và ion chlor. Sự tương tác H+---I− yếu tạo điều kiện cho sự phân ly của proton từ anion, vì vậy, HI là acid mạnh nhất trong các acid hydrohalogenic.
HI(g) + H2O(l) → H3O(aq)+ + I-(aq) Ka≈ 1010
HBr(g) + H2O(l) → H3O(aq)+ + Br-(aq) Ka≈ 109
HCl(g) + H2O(l) → H3O(aq)+ + Cl-(aq) Ka≈ 108

### Quá trình Cativa
Quá trình Cativa là quá trình sử dụng cuối cùng chính của acid hydroiodic, đóng vai trò như một chất đồng xúc tác để sản xuất acid acetic bằng cách cacbonyl hóa methanol.

### Sử dụng bất hợp pháp
Acid hydroiodic được liệt kê là Hóa chất DEA Danh sách I của Liên bang Hoa Kỳ, do được sử dụng như một chất khử liên quan đến việc sản xuất methamphetamine từ ephedrine hoặc pseudoephedrine (thu hồi từ thuốc thông mũi).